# Флаги Новой Зеландии
Флаги Новой Зеландии распределены по их принадлежности: национальные и государственные флаги, королевские, региональные, военные, спортивные и другие.

## Национальные флаги
| Флаг | Годы                     | Использование                                           | Описание |
| ---- | ------------------------ | ------------------------------------------------------- | --- |
|      | 1834 — 1840              | Флаг Соединённых племён Новой Зеландии                  | Основан на флаге Англии. Два креста Св. Георгия и 4 пятиконечных звезды на голубом фоне.                                                                                |
|      | 1840 — 1902              | Британский Юнион Джек                                   | Принят после подписания Соглашения Договора Вайтанги в 1840. |
|      | 1867 — 1869              | Первый флаг Новой Зеландии базировался на синем знамени | Синее знамя с красными буквами «NZ», выделенными белой каймой. |
|      | 1902 (де-факто с 1869) — | Флаг Новой Зеландии                                     | На флаге изображены четыре красные пятиконечные звезды, символизирующие географическое положение страны и представляющие наиболее яркие звезды созвездия Южного Креста. |

## Ассоциированные государства
| Флаг | Годы   | Использование      | Описание                                                               |
| ---- | ------ | ------------------ | ---------------------------------------------------------------------- |
|      | 1979 — | Флаг Островов Кука | Синий английский кормовой флаг с 15 звездами в кольце                  |
|      | 1975 — | Флаг Ниуэ          | Жёлтое знамя, Юнион Джек несёт звезду в середине и 4 звезды вокруг неё |

## Знамёна
| Флаг | Годы        | Использование                                                     | Описание |
| ---- | ----------- | ----------------------------------------------------------------- | --- |
|      | 1901 —      | Красный флаг Новой Зеландии                                       | Красный флаг с четырьмя белыми звёздами, представляющими Южный Крест. |
|      | 1968 —      | Знамя Королевского флота Новой Зеландии                           | Белый флаг с четырьмя красными звёздами. |
|      |             | Знамя Королевских ВВС Новой Зеландии                              | Голубое знамя с эмблемой Королевских Воздушных сил ВВС Великобритании и буквами «NZ».                                                                                             |
|      | 1983 —      | Знамя Гражданской авиации Новой Зеландии                          | Синий крест на светло-синем фоне в сочетании с Соединённым флагом и Южным Крестом.                                                                                                |
|      |             | Знамя полиции Новой Зеландии                                      | Синий флаг с флагом Новой Зеландии и буквами NZP. |
|      |             | Знамя пожарной службы Новой Зеландии                              | Голубой флаг с флагом Новой Зеландии в кантоне с печатью пожарной службы. |
|      | 1966 — 1996 | Флаг таможни Новой Зеландии                                       | Новозеландский голубой флаг с буквами «HMC» (то есть «Her Majesty’s Customs» — «Таможня её величества») в левом нижнем углу. Этот флаг заменили новым флагом таможни в 1996 году. |
|      | 1968 — 1998 | Знамя Министерства транспорта (New Zealand Ministry of Transport) | Небесно-голубой флаг с новозеландским белым флагом в кантоне и эмблемой министерства транспорта на белом диске в вольной части.                                                   |

## Спортивные флаги
| Флаг | Годы        | Использование                                                                   | Описание                                                                                  |
| ---- | ----------- | ------------------------------------------------------------------------------- | ----------------------------------------------------------------------------------------- |
|      | 1908 — 1912 | Флаг Австралазиатской команды на Летних Олимпийских играх 1908 года и 1912 года | На знамени Blue Ensign белое кольцо, включающее британскую корону и щит с Южным Крестом.  |
|      | 1979 — 1994 | Флаг Ассоциации Олимпийских игр и Игр Содружества Новой Зеландии                | Чёрный флаг с изображением (белым цветом) серебряного папоротника на олимпийских кольцах. |
|      | 1994 —      | Флаг Олимпийского комитета Новой Зеландии                                       | Белый флаг с олимпийскими кольцами МОК.                                                   |
|      | 1987 (?)    | Флаг All Blacks, Новозеландской национальной команды по регби.                  | Чёрный флаг с белой ветвью папоротника из семейства Циатейные (Cyatheaceae)               |
|      |             | Берджи из Королевской яхтенной эскадрильи Новой Зеландии                        | Синий треугольный флаг с белым крестом, Южный Крест в кантоне и корона в центре.          |

## Другие флаги Новой Зеландии
| Флаг | Годы   | Использование                        | Описание                                                                                                |
| ---- | ------ | ------------------------------------ | --- |
|      | 1993 — | Неофициальный флаг острова Чатем     | Синий флаг с очертаниями острова на восходящем солнце.                                                  |
|      | 1987 — | Флаг города Нельсон (Новая Зеландия) | Синяя верхняя треть флага с митрой епископа. Ниже синие и белые волны с чёрным крестом.                 |
|      |        | Флаг New Zealand Navy Board          | Якорь на красно-синем фоне                                                                              |
|      | 2004 — | Флаг региона Отаго                   | Сине-золотой флаг, разделённый зигзагом по горизонтали, с контрастными восьмиконечными звёздами.        |
|      | 2008 — | Флаг Токелау                         | Синее полотнище с изображением стилизованного полинезийского каноэ (vaka) и четырёх звёзд Южного Креста |